# Quỳnh Sơn, Nghệ An
Quỳnh Sơn là một xã thuộc tỉnh Nghệ An, Việt Nam. Xã được hình thành trên cơ sở sáp nhập các xã Ngọc Sơn (huyện Quỳnh Lưu), Quỳnh Lâm và Quỳnh Sơn của huyện Quỳnh Lưu trong đợt Sáp nhập tỉnh thành Việt Nam 2025.

## Địa lý
Xã Quỳnh Sơn có vị trí địa lý:
- Phía Đông giáp xã Quỳnh Lưu và xã Quỳnh Văn;
- Phía Nam giáp xã Quỳnh Lưu và xã Hùng Châu;
- Phía Tây giáp xã Quỳnh Tam và xã Hùng Châu;
- Phía Bắc giáp xã Quỳnh Văn.

Xã Quỳnh Sơn có diện tích tự nhiên 61,21 km².

## Lịch sử
Ngày 24 tháng 10 năm 2024, xã được thành lập theo Nghị quyết số 1243 /NQ-UBTVQH15 ngày 24/10/2024 của Ủy ban Thường vụ Quốc hội, Xã Quỳnh Sơn được thành lập trên cơ sở sát nhập 02 xã Quỳnh Hoa và Quỳnh Mỹ. Sau khi thành lập xã Quỳnh Sơn có diện tích tự nhiên là 16,10 km2 (đạt 53,67% so với tiêu chuẩn), quy mô dân số 10.987 người (đạt 137,34 % so với tiêu chuẩn).
Ngày 16 tháng 6 năm 2025, xã Quỳnh Sơn được thành lập theo Nghị quyết số 1678/NQ-UBTVQH15 của Ủy ban Thường vụ Quốc hội Việt Nam, ban hành ngày 16 tháng 6 năm 2025. Theo đó, sắp xếp toàn bộ diện tích tự nhiên, quy mô dân số của các xã Ngọc Sơn (huyện Quỳnh Lưu), Quỳnh Lâm và Quỳnh Sơn thuộc huyện Quỳnh Lưu trước đây thành một xã mới có tên gọi là xã Quỳnh Sơn. Trước đó, theo Đề án sắp xếp đơn vị hành chính cấp xã tỉnh Nghệ An, xã này là xã Quỳnh Lưu 6.
Sau sắp xếp xã có diện tích tự nhiên: 61,21 km², quy mô dân số: 36.834 người.